# Oplonia moana
Oplonia moana är en akantusväxtart som beskrevs av A. Borhidi. Oplonia moana ingår i släktet Oplonia och familjen akantusväxter. Inga underarter finns listade i Catalogue of Life.